# Hudson Traveller Six

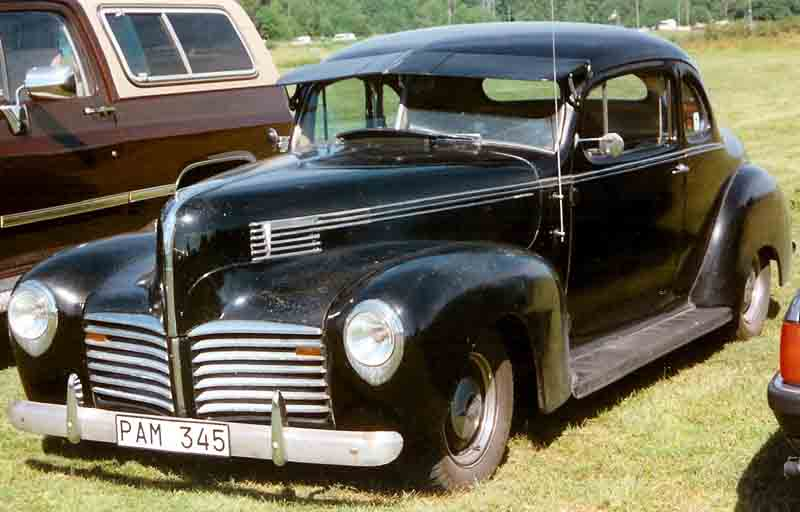
Hudson Traveller Six Business Coupé Modell 40T (1940)

Der Hudson Traveller Six bezeichnet eine Serie von Sechszylinder-Automobilen, die die Hudson Motor Car Co. in Detroit von 1940 bis 1942 fertigte. Ihm zur Seite wurde der besser ausgestattete Hudson DeLuxe Six gestellt. Diese beiden Modellreihen stellten in diesen Jahren das preisgünstigste Angebot von Hudson dar. Vorgänger war der Hudson 112 mit seinen Baureihen „Standard“ und „DeLuxe“.
Die Modelle 40T und 40P hatten einen Radstand von 2.870 mm (1" mehr als der 112) und einen Reihensechszylindermotor mit seitlich stehenden Ventilen, 2.868 cm³ Hubraum (Bohrung × Hub = 76,2 mm × 104,8 mm) und einer Leistung von 92 bhp (67,7 kW) bei 4.000/min. Über eine Einscheiben-Ölbadkupplung wurde die Motorkraft an ein Dreiganggetriebe (mit Mittelschaltung) und dann an die Hinterräder weitergeleitet. Die hydraulischen Bremsen wirkten auf alle vier Räder. Eine automatische Kupplung und ein Overdrive waren als Sonderausstattung verfügbar.
Wie bei den meisten anderen Hudson-Modellen dieses Jahrgangs gab es vorwiegend 2-türige Aufbauten, aber auch eine 4-türige Limousine. Vom DeLuxe bot man zusätzlich ein 2-türiges Cabriolet an. Der Traveller hatte Schiebefenster und einfache Polsterstoffe, der DeLuxe Kurbelfenster und bessere Polsterstoffe.
1941 wuchs der Radstand der Modelle 10T und 10P um 3" auf 2.946 mm. Anstatt 7 Querstäben hatte der Kühlergrill nun 9. Das DeLuxe-Cabriolet bekam ein elektrisch betätigtes Verdeck.
1942 fielen bei den Facelift-Modellen 20T und 20P die Trittbretter weg und die Wagen wurden etwas flacher, behielten aber ihr grundsätzliches Styling und ihre technische Ausstattung. Ab Februar 1942 wurde die Produktion von PKWs kriegsbedingt eingestellt.